# Pannessières
Pannessières ist eine  französische Gemeinde im Département Jura in der Region Bourgogne-Franche-Comté. Sie gehört zum Arrondissement Lons-le-Saunier und zum Kanton Poligny. Der Ort hat 448 Einwohner (Stand 1. Januar 2022), sie werden  Pannessiérois, bzw.  Pannessiéroises genannt.
Die Nachbargemeinden sind: Lavigny im Norden, Baume-les-Messieurs im Osten, Perrigny im Süden, Lons-le-Saunier im Südwesten, Chille im Westen und Le Pin im Nordwesten.

## Bevölkerungsentwicklung
| Jahr                       | 1962 | 1968 | 1975 | 1982 | 1990 | 1999 | 2008 | 2017 |
| -------------------------- | ---- | ---- | ---- | ---- | ---- | ---- | ---- | ---- |
| Einwohner                  | 404  | 433  | 408  | 479  | 505  | 465  | 442  | 403  |
| Quellen: Cassini und INSEE |      |      |      |      |      |      |      |      |

## Wirtschaft
Die Rebflächen in Pannessières sind Teil des Weinbaugebietes Jura.

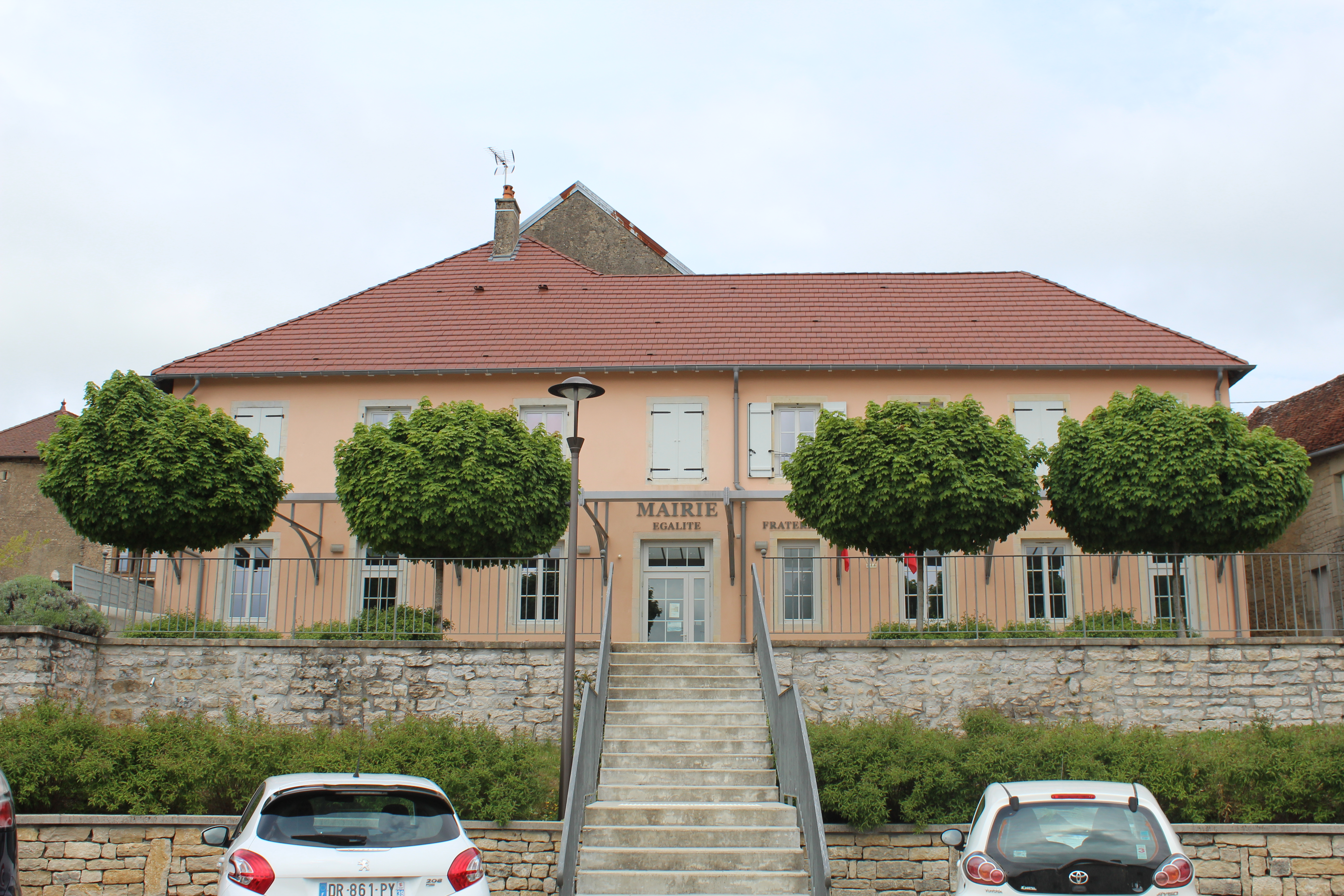
Mairie Pannessières
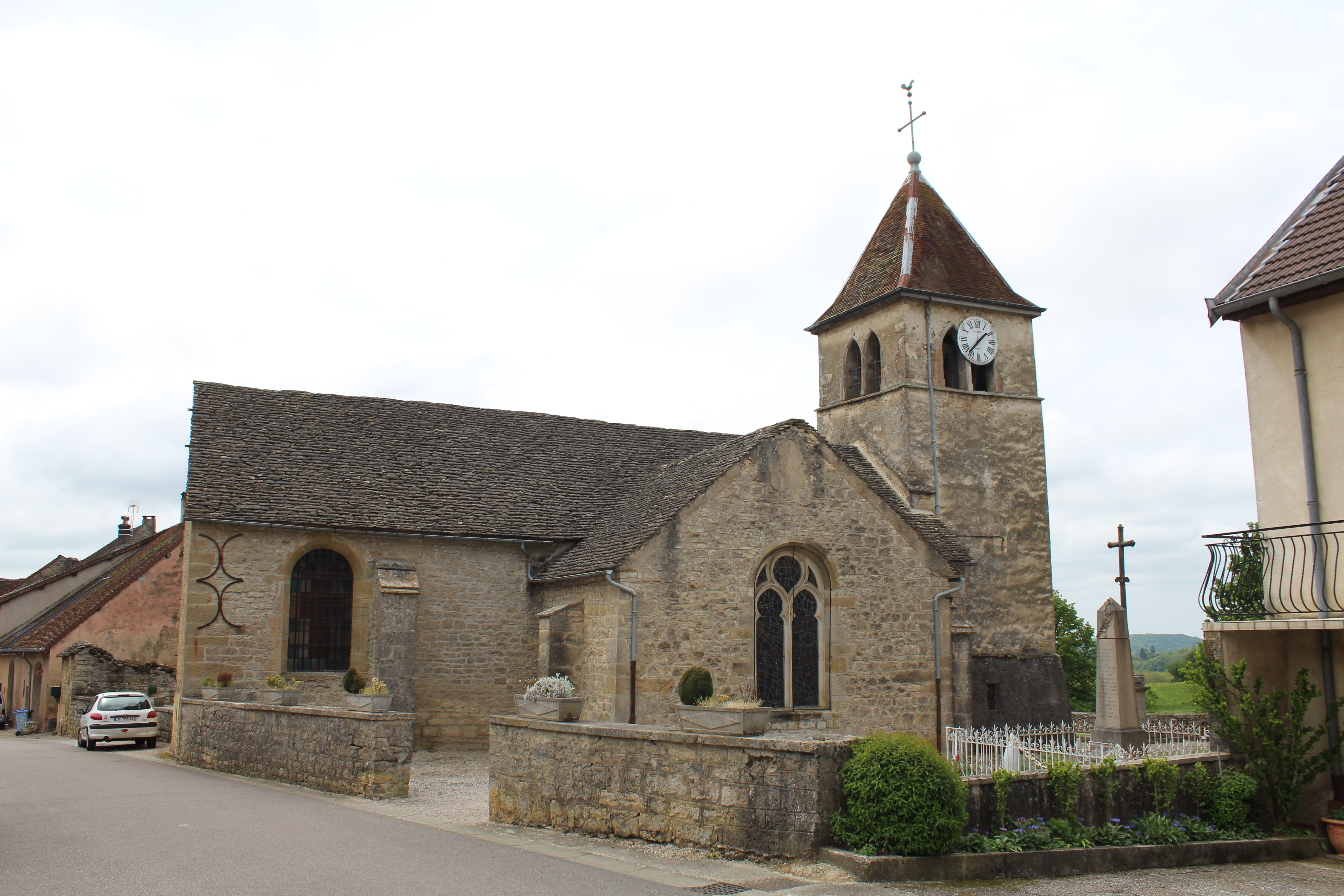
Kirche Saints-Jacques-et-Philippe